# Czesław Borecki

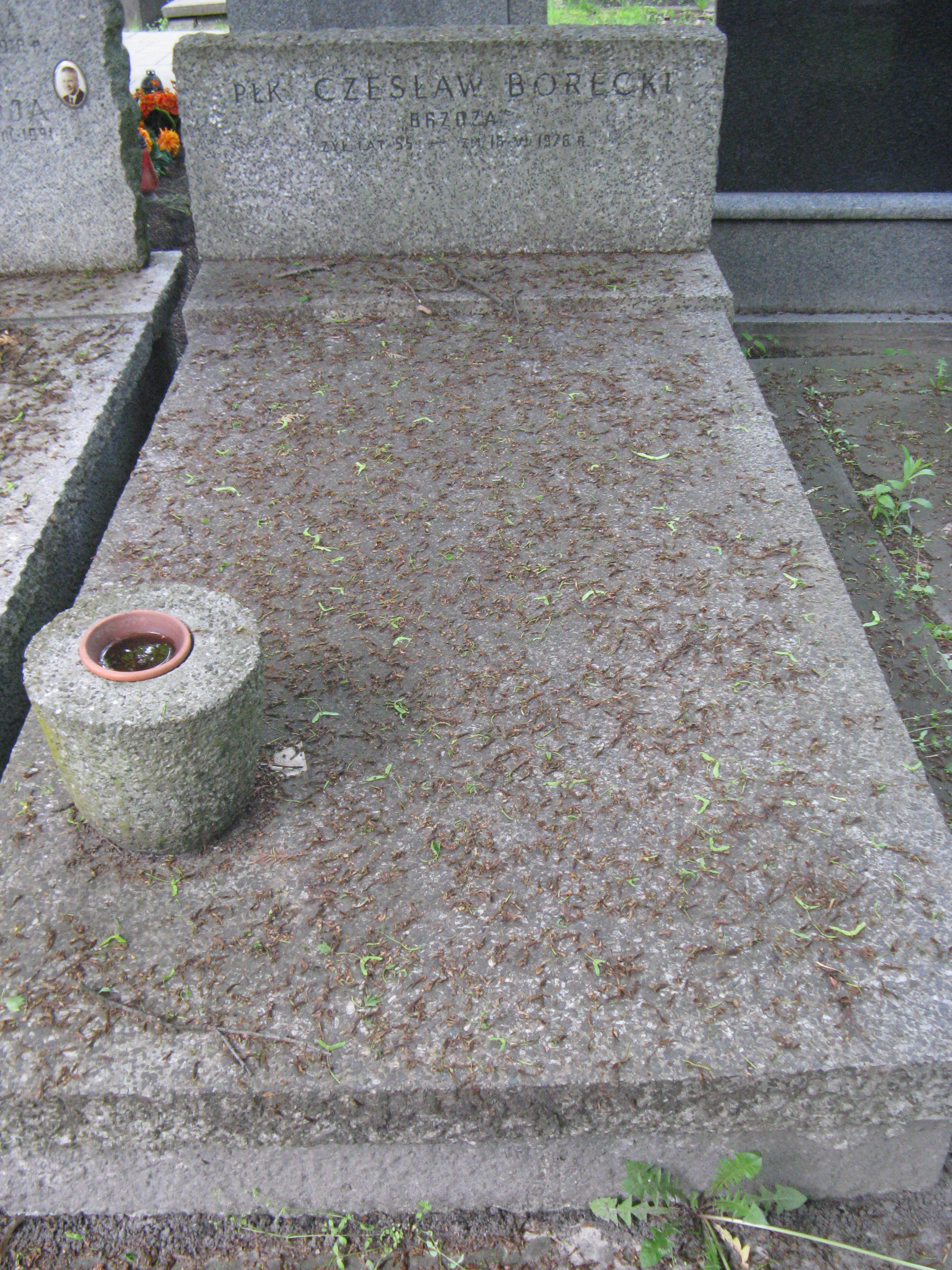
Grób Czesława Boreckiego na cmentarzu Wojskowym na Powązkach

Czesław Borecki, właśc. Czesław Byk, ps. Brzoza i Byk (ur. 6 lipca 1922 w Małachowie, zm. 18 czerwca 1978 w Warszawie) – dowódca oddziału partyzanckiego Armii Ludowej, funkcjonariusz organów bezpieczeństwa PRL, kierownik Grupy Operacyjnej Nr 3 MSW w Leningradzie.

## Życiorys
Syn Bronisława i Florentyny. W latach 1942–1945 członek Gwardii Ludowej i Armii Ludowej, pełniący m.in. funkcję komendanta Oddziału AL im. M. Langiewicza (1943–1944), oraz dowódcy I baonu I Brygady na ziemi kieleckiej (1944). W 1948 zmienił nazwisko z Byk na Borecki.
W 1947 ukończył miesięczny kurs dla szefów PUBP w CS MBP, w 1951 odbył sześciomiesięczny kurs przeszkolenia aktywu kierowniczego MBP. W latach 1955–1956 brał udział w kursie specjalnym w Wyższej Szkole KGB w ZSRS.

## Kariera w organach bezpieczeństwa PRL
W styczniu 1945 przeszedł do Ministerstwo Bezpieczeństwa Publicznego (MBP). 8 stycznia 1951 razem z pułkownikiem Józefem Światło brał udział w aresztowaniu biskupa kieleckiego Czesława Kaczmarka.
- 25 stycznia 1945 – kierownik MUPB (Miejski Urząd Bezpieczeństwa Publicznego) w Kielcach
- 22 sierpnia 1945 – kierownik MUPB w Radomiu
- 3 września 1946 – kierownik MUBP w Częstochowie
- 3 sierpnia 1947 – absolwent kursu kierowników powiatowych urzędów bezpieczeństwa publicznego
- 1 marca 1948 – zastępca szefa WUBP (Wojewódzki Urząd Bezpieczeństwa Publicznego) w Kielcach
- 5 lutego 1950 – p.o. szefa WUBP w Kielcach
- 1951 – kurs aktywu kierowniczego MBP
- 1 grudnia 1951 – szef WUBP w Łodzi
- 15 kwietnia 1954 – szef WUBP w Zielonej Górze
- 1 stycznia 1955 – kierownik WUdsBP (Wojewódzki Urząd do spraw Bezpieczeństwa Publicznego) w Zielonej Górze – zmiana nazwy w związku z likwidacją Ministerstwa Bezpieczeństwa Publicznego i powołaniem Komitetu do spraw Bezpieczeństwa Publicznego (KdsBP).
- 1 sierpnia 1955 – skierowanie na kurs specjalny w Wyższej Szkole Komitetu ds. Bezpieczeństwa Państwowego w ZSRR
- 1 sierpnia 1956 – naczelnik Wydziału V Departamentu II (kontrwywiad) KdsBP
- 28 listopada 1956 – naczelnik Wydziału III Departamentu II KdsP
- 31 stycznia 1957 – zwolniony ze służby (redukcje i czystki związane z odwilżą październikową)
- 10 czerwca 1957 – przyjęty do służby jako inspektor Departamentu III MSW (Służba Bezpieczeństwa – SB, departament do spraw walki z działalnością antypaństwową w kraju)
- 1 maja 1959 – naczelnik Wydziału VI Departamentu III MSW (ochrona przemysłu)
- 2 lipca 1959 – awans na stopień pułkownika
- 15 grudnia 1962 – starszy inspektor Departamentu II MSW (SB – kontrwywiad)
- 1 października 1965 – kierownik Grupy nr 3 Departamentu II MSW w Leningradzie
- od 1967 – zastępca kierownika Głównego Inspektoratu MSW
- 15 listopada 1971 – zwolniony ze służby

Został pochowany na cmentarzu Wojskowym na Powązkach w Warszawie (kwatera C18-2-3).

## Ordery i odznaczenia
- Order Krzyża Grunwaldu III klasy (25 grudnia 1943)
- Krzyż Kawalerski Orderu Odrodzenia Polski (17 września 1946)[4]
- Krzyż Srebrny Orderu Virtuti Militari (1945)
- Krzyż Partyzancki
- Medal Zwycięstwa i Wolności 1945